# Gabriella Taylor
Gabriella Patricia Taylor (nacida 7 de marzo de 1998) es una jugadora de tenis británica.
Taylor ha ganado seis títulos individuales y dos de dobles en el circuito ITF. El 11 de junio de 2018, logró su mejor ranking de individuales, el Núm. 168 mundial. Mientras su mejor ranking de dobles es el Núm. 479, logrado el 19 de marzo de 2018.

## Vida personal
Taylor nació el 7 de marzo de 1998 en Southampton, su padre es británico, de Newcastle y su madre búlgara, de Plovdiv. Se traslada a Marbella, España a la edad de 14 y a Barcelona a los 19. 
Taylor habla inglés, búlgaro y español. Le encantan los animales y tiene un maltés terrier llamado Pepi, y también disfruta tocando el piano.

## Títulos ITF

### Singles: (6)
| Leyenda                 |
| ----------------------- |
| $100,000 torneos        |
| $80,000 torneos         |
| $60,000 torneos         |
| $25,000 torneos         |
| $10,000/$15,000 torneos |

| Títulos por superficie |
| ---------------------- |
| Duro (4)               |
| Clay (1)               |
| Hierba (1)             |
| Alfombra (0)           |

| Núm. | Fecha                   | Categoría | Torneo                  | Superficie | Adversario         | Puntuación       |
| ---- | ----------------------- | --------- | ----------------------- | ---------- | ------------------ | ---------------- |
| 1.   | 21 de noviembre de 2015 | $10,000   | Stellenbosch, Sudáfrica | Clay       | Naomi Totka        | 4–6, 6–2, 6–1    |
| 2.   | 14 de mayo de 2017      | $25,000   | Changwon, Corea del Sur | Duro       | Danielle Lao       | 6–2 6–2          |
| 3.   | 23 de diciembre de 2017 | $25,000   | Navi Mumbai, India      | Duro       | Diāna Marcinkēviča | 4–6 7–6(9–7) 6–3 |
| 4.   | 11 de febrero de 2018   | $25,000   | Launceston, Australia   | Duro       | Asia Muhammad      | 6–3, 6–4         |
| 5.   | 25 de febrero de 2018   | $25,000   | Perth, Australia        | Duro       | Myrtille Georges   | 6–2 7–5          |
| 6.   | 11 Marcha 2018          | $25,000   | Mildura, Australia      | Hierba     | Shérazad Reix      | 6–0, 6–3         |

### Dobles: (2)
| Leyenda                 |
| ----------------------- |
| $100,000 torneos        |
| $80,000 torneos         |
| $60,000 torneos         |
| $25,000 torneos         |
| $10,000/$15,000 torneos |

| Títulos por superficie |
| ---------------------- |
| Duro (1)               |
| Clay (0)               |
| Hierba (1)             |
| Alfombra (0)           |

| Núm. | Fecha              | Categoría | Torneo             | Superficie | Socio         | Adversarios                                        | Puntuación            |
| ---- | ------------------ | --------- | ------------------ | ---------- | ------------- | -------------------------------------------------- | --------------------- |
| 1.   | 13 de mayo de 2016 | $10,000   | Monzón, España     | Duro       | Alice Bacquié | Estrella Cabeza Candela Cristina Sánchez-Quintanar | 6–1, 6–1              |
| 2.   | 9 Marcha 2018      | $25,000   | Mildura, Australia | Hierba     | Katy Dunne    | Alexandra Bozovic Olivia Tjandramulia              | 5–7, 7–6(7–4), [10–5] |